# Вибух на патронному заводі в Лапуа
Вибух на патронному заводі в Лапуа (фін. Lapuan patruunatehtaan räjähdys) — нещасний випадок, що стався на патронному заводі у фінському місті Лапуа 13 квітня 1976 року о 7:42. В результаті нього загинули 40 осіб, у той час як 60 отримали поранення; серед загиблих було 35 жінок, більшість з яких мали родини. Внаслідок катастрофи двоє дітей втратили обох батьків, а 64 дитини — одного з батьків; 30 осіб втратили одного з подружжя.
Точну причину вибуху, який став наймасштабнішою катастрофою Фінляндії у післявоєнний час, так і не було зʼясовано.

## Хід катастрофи
Вибух стався саме під час початку ранкових робіт у будівлі, в якій розташовувався заряджальний цех №2 (фін. lataamo II). Рівно о сьомій ранку згідно зі щоденним графіком у цеху було запущено шість машин для заряджання патронів. У результаті вибуху будівля була повністю знищена: її бетонні стіни обвалилися, дах злетів у повітря, проломилася підлога та зайнялися пожежі. Бетонні уламки розлетілися зі швидкістю 2800 км/год, завдавши поранень працівникам, що перебували на місці під час трагедії. Вибух також було добре чути у місті Сейняйокі, в кількох десятках кілометрів від Лапуа.
Внаслідок вибуху сильних ушкоджень зазнали й будівлі навколо цеху: всього пошкоджень від вибуху зазнали близько 150 будівель поблизу. Під час аварії у цеху працювали 69 осіб, 58 з яких були жінками. Причиною великої кількості загиблих та поранених було зокрема те, що у зруйнованому цеху, окрім власне заряджання патронів, виконувалися й інші роботи. На момент катастрофи на підпорядкованому міністерству оборони заводі із 500 співробітників приблизно чверть працювала на вибухонебезпечних роботах. Працівники заводу ще до того були стурбовані щодо безпеки свого робочого місця, адже вже раніше там траплялися невеликі вибухи.
Одразу після вибуху було оголошено надзвичайну тривогу. Черговий пожежної станції Лапуа викликав на місце події всі місцеві пожежні дружини та авто невідкладної медичної допомоги; перші з них опинилися на місці вже за чотири хвилини після вибуху. Протягом дня із заводу до центральної лікарні Сейняйокі було доставлено близько тридцяти осіб; перші пацієнти почали прибувати вже о 8:05. Коли вранці стало відомо про катастрофу, у лікарні було негайно організовано допомогу для надзвичайних ситуацій та на роботу був викликаний додатковий персонал. Оперативному лікуванню жертв вибуху сприяло й те, що вранці на роботі були всі хірурги центральної лікарні. Кров для переливання доставлялася з Гельсінкі військовими гелікоптерами. Пожежі на місці вибуху були ліквідовані протягом півгодини, адже потужна вибухова хвиля використала кисень, необхідний для продовження горіння.
Офіційне радіо одразу сповістило про подію, що спричинило велике навантаження зокрема на лінії дальнього звʼязку, адже багато людей намагалися дізнатися про стан своїх близьких.
Тодішній міністр оборони країни, Інґвар Мелін, отримав інформацію про вибух після девʼятої години. Одразу вранці було скликано надзвичайне засідання парламенту, на якому було призначено комісію для розслідування причин аварії; до завдань комісії також входила підготовка докладів та вказівок для уникнення подібних нещасних випадків у майбутньому. Того самого дня Мелін разом із комісією вирушив до Лапуа на місце катастрофи. Оскільки патронний завод розташовувався у центрі міста, Мелін висунув пропозицію перенести його за межі щільної житлової забудови. За кілька тижнів після вибуху було прийнято рішення перенести завод, який спорудили на відстані 6 км від центру міста.
За даними Генерального штабу Фінляндії, на момент вибуху відповідні прилади для гасіння пожеж та склади на заводі були захищені земляними валами, а також у багатьох місцях на заводі було заборонено куріння. Інспектор з вибухових речовин проводив огляд на заводі восени 1975 року. На території заводу, втім, не було встановлено системи автоматичного сповіщення про тривогу.

## Похорон загиблих
Похорон загиблих внаслідок вибуху відбувся 24 квітня 1976 року. У жалобній церемонії в парку кафедрального собору Лапуа взяли участь більше 5 тисяч родичів та друзів загиблих; подія також транслювалася по радіо й телебаченню. У церемонії взяв участь і тодішній президент Фінляндії Урго Кекконен разом із головою міського самоврядування та представниками фінського уряду. Померлих підспівував єпископ Лапуаської діоцезії Юрʼє Саріола разом із іншими 20 священниками. Спершу свої вінки опустили родичі загиблих, далі свій вінок опустив Кекконен, а після нього вінки від уряду опустили премʼєр-міністр Мартті Мієттунен, міністр торгівлі та промисловості Ееро Рантала, міністр транспорту Кауко Єрппе та міністр оборони Мелін. Після опускання вінків група працівників патронного заводу опустила по одному букету на кожну труну у памʼять про загиблих колег. Після церемонії труни на транспорті збройних сил були доправлені до цвинтаря Сімпсіе.
Катастрофа також спричинила резонанс у всьому світі: жалобні телеграми надійшли як від всіх нордичних країн, так і від міжнародних обʼєднань та профспілок.

## Розслідування
Уламки з місця вибуху були доправлені на аналіз до лабораторії Збройних сил Фінляндії.
Розслідування причини вибуху ускладнював той факт, що стара цегляна будівля була зруйнована майже вщент, але на підставі слідів вибуху було зʼясовано точку початку вибуху та подальший розвиток подій. Скликана урядом Фінляндії експертна комісія встановила, що вибух почався з машини для заряджання патронів, яку на заводі називали «роботом»; вона була перебудована зі старої машини для заряджання патронів для рушниць і, за словами свідків, була ненадійна, а у її роботі часто траплялися збої. Згідно з результатами розслідування, початкова точка вибуху була саме на цій машині; далі вибух через систему постачання пороху поширився до горища, де його зберігали, а звідти — вниз через системи постачання пороху вже інших машин. У ході дослідження не вдалося точно встановити, що саме у машині спричинило займання пороху: серед причин вибуху могли бути, наприклад, накопичення порохового пилу та нітрогліцерину або потрапляння в машину стороннього предмета.
Присутність занадто великої кількості працівників та зосередження робочого процесу в одному приміщенні також послугувала каталізатором вибуху. До того ж у будівлі містилося забагато легкозаймистих матеріалів, а також застарілі системи електропостачання. На горищі, де зберігався порох, з огляду на промислові потужності містилася доволі велика його кількість: 680–770 кг.
Між заряджальним цехом та будівлями поряд, попри правила, не було сучасних земляних валів, що мали захищати від вибуху, та безпечних відстаней.
Експертна комісія звернула увагу й на те, що інструктаж з техніки безпеки, який пройшли працівники заводу, був неточним та проводився в усній формі, а керівництво заводу було добре обізнано з технічним обладнанням, але не з вибухонебезпечними речовинами. Порох, що використовувався на машині, що вибухнула, був чутливішим, ніж той, з яким на заводі працювали раніше. Оскільки патронний завод підпорядковувався Міністерству оборони Фінляндії, то роботи з вибухонебезпечними речовинами зазвичай проводилися на ньому згідно з відповідним законодавством.
Після катастрофи було внесено зміни до законодавства у збройні промисловості щодо посилення заходів безпеки.

## Судовий процес
Суд на керівництвом патронного заводу почався у 1978 році. Йому було висунуто низку звинувачень, найтяжчі з яких стосувались 40 смертельних випадків та 44 випадків отримання ушкоджень. Втім, на заводі не було зафіксовано порушень вказівок та приписів щодо його діяльності, і Верховний суд Фінляндії у 1982 році звільнив всіх причетних до справи, знявши з них обвинувачення.

## Допомога
Соціальна допомога родинам загиблих, яку надавав Фінський Червоний Хрест та соціальні працівники міста Лапуа, почалася одразу у день катастрофи. Окрім працівників цих служб, родини загиблих відвідували священники та журналісти. Для допомоги постраждалим внаслідок вибуху та родинам загиблих в Лапуа було створено спеціальний фонд, у якому було зібрано 7,6 млн фінських марок. Уряд країни виділив 300 тисяч марок для допомоги родинам і таку ж саму суму для покриття витрат на похорони загиблих та попередню компенсацію збитків.
Розподіл коштів на допомогу спершу координувала спеціальна комісія; пізніше це завдання отримали спеціальні комісії з допомоги жертвам вибуху в Лапуа. По закінченню програми допомоги, коли пройшло 23 роки після катастрофи, залишки грошей з фонду (приблизно півмільйона марок) було переказано у фонд допомоги жертвам катастроф Фінського Червоного Хреста.

## В культурі
У вересні 2022 року у міському театрі фінського міста Сейняйокі відбулася премʼєра спектаклю, присвяченого трагедії на патронному заводі Лапуа, режисером якого став Пану Райпіа. Про події оповідає й кінофільм режисера Тоні Куркімякі «Lapua 1976», премʼєра якого відбулася у вересні 2023 року.